# Döbern
Döbern (Sorbisk Derbno) er en by i Landkreis Spree-Neiße i den tyske delstat Brandenburg,
Den ligger 25 km sydøst for Cottbus, og 15 km syd for Forst.